# Эригона (дочь Эгисфа)
Эригона (др.-греч. Ἠριγόνη) — героиня древнегреческой мифологии из микенского цикла, дочь Эгисфа и Клитемнестры. В разных версиях мифа пыталась отомстить за родителей своему единоутробному брату Оресту, стала его женой и матерью Тисамена или Пенфила. По-видимому, фигурировала в ряде античных трагедий, текст которых полностью утрачен.

## В мифологии
Эригона принадлежала к династии Пелопидов, царствовавшей в Микенах. Её мать, спартанская царевна Клитемнестра, вышла замуж за царя Агамемнона, от которого родила сына Ореста. Во время Троянской войны Клитемнестра стала любовницей двоюродного брата и заклятого врага мужа, Эгисфа; от этой связи родились Эригона и Алет. Любовники убили Агамемнона, но спустя несколько лет сами были убиты Орестом. В одной из версий мифа именно Эригона обвинила единоутробного брата в убийстве перед ареопагом в Афинах, куда он бежал, спасаясь от эриний (в других версиях это сделали её дед по матери Тиндарей, или она вместе с Тиндареем, или эринии). При равенстве голосов судьи вынесли оправдательный приговор, и Эригона повесилась. Антиковеды полагают, что здесь дочь Эгисфа спутали с ещё одной Эригоной — дочерью Икария, покончившей с собой, когда её отца убили пьяные пастухи.
В ещё одной версии мифа Эригона, пока Орест скитался по разным землям, оставалась в Микенах вместе с Алетом, захватившим царскую власть. Вернувшись из Тавриды, Орест убил Алета и хотел сделать то же самое с сестрой, но богиня Артемида её похитила и сделала своей жрицей в Аттике. Некоторые источники утверждают, что Эригона стала женой Ореста и родила от него сына Тисамена (в альтернативной версии это сын Гермионы) или Пенфила — основателя лесбосского аристократического рода Пенфилидов. Писатель Феаген называет имя ещё одного сына Ореста и Эригоны, Ореста-младшего.

## В культуре
В источниках упоминаются трагедии под названием «Эригона», принадлежавшие перу Софокла, Филокла, Клеофонта, Фриниха, Луция Акция, Квинта Туллия Цицерона. Тексты всех этих произведений полностью утрачены, так что остаётся неясным, какие пьесы посвящены дочери Эгисфа, а какие — дочери Икария. Изложение одной из версий мифа в составе «Фабул» Псевдо-Гигина, возможно, представляет собой пересказ трагедии Ликофрона. Сохранился античный саркофаг, на котором изображена Эригона, помогающая отцу сражаться с Орестом.
В честь одной из двух носительниц имени назван астероид (163) Эригона, открытый в 1876 году Анри-Жозефом Перротэном.